# Agostino Da Polenza
Agostino Da Polenza (Gazzaniga, 28 agosto 1955) è un alpinista italiano.

## Biografia
Nato in provincia di Bergamo, si avvicinò al mondo della montagna quando era ancora uno studente delle scuole superiori. Dopo aver preso il diploma al Liceo artistico di Bergamo nel 1974 infatti, si iscrisse alla facoltà di Architettura di Milano, e al contempo divenne aspirante guida alpina. Le sue prime scalate furono sulle Alpi: compì alcune tra le più difficili ascese dell'Arco alpino, come per esempio la via degli Americani al Dru, in Alta Savoia.
L'anno dopo però i suoi orizzonti alpinistici si estesero ben oltre l'Europa: si unì infatti a una spedizione in Perù, sulla suggestiva parete del Puscanturpa Norte. L'impresa alpinistico-esplorativa ebbe il merito di aprire una nuova via sullo sperone Nord-Est. Le Ande gli piacquero così tanto che l'anno successivo, nel 1976, volle tornarci, questa volta con l’amico Renato Casarotto. Insieme salirono la vertiginosa parete sud dell'Huandoy, 6164 m s.l.m., ancora oggi una delle più difficili vie della Cordigliera sudamericana.
Nel 1978 guardò per la prima volta all'Himalaya, su territorio nepalese: fece parte infatti di una spedizione che tentava di aprire una nuova via sul Tukuche Peak, un monte alto 6920 metri. La quota aumentava: Da Polenza alzava il tiro ed era sempre più vicino al tetto del mondo. Tornò su quelle montagne nel 1980, dopo però un intermezzo di nuovo sulle Ande, questa volta in Bolivia, dove scalò l'Ancohuma (6427 metri) su cui aprì una nuova via sulla parete Est-Nord-Est.
Il 1981 fu l'anno della svolta, quando tornò di nuovo sull'Himalaya, questa volta con l'obbiettivo di conquistare il Lhotse (8516 metri): non riuscì ad arrivare sulla vetta, ma superò comunque gli 8.000 metri per la prima volta nella sua vita.
Nel 1983 celebrò il suo primo grande successo sul Karakorum, dove conquistò il K2: per lui divenne da allora una montagna speciale, quella della vita, fonte di gioia e di tormento. Qui si realizzarono sogni, qui esplose il più cupo dei dolori: "un gigantesco magnete che attrae e affascina, forte e spettacolare, ma al contempo un mostro". La cima della seconda montagna più alta del mondo, il "Karakorum 2" o K2 (8611 metri), venne affrontata dopo mesi di preparazione, e di faticoso impegno anche nell'organizzazione, quasi il preludio di una scelta personale ben precisa, quella dell'alpinismo professionale. Agostino Da Polenza con il compagno Joseph Rakoncaj raggiunse la vetta K2 il 31 luglio 1983, in puro stile alpino e senza ossigeno: si trattò della prima scalata italiana della parete Nord.
Dal 1984 al 1987 fondò e diresse il progetto "Quota 8000", primo progetto integrato di alpinismo, cultura e comunicazione. In questi anni la squadra guidata da Agostino Da Polenza salì altri cinque Ottomila: i Gasherbrum I e II, il Broad Peak, ancora il K2 con una performance eccezionale dal versante sud, e infine il Nanga Parbat dal versante Diamir.
Nel 1987 si fecero più frequenti le spedizioni alpinistico-scientifiche: di quest'anno fu quella nell'Himalaya Nepalese, per rilevare nuove misurazioni dell'Everest e del K2, mentre la Spedizione "Makalu 1987", fu finalizzata alla ricerca ambientale e tossicologia nelle aree remote.
Nel 1988 fondò e gestì con l'amico Benoit Chamoux il progetto "Esprit d'Equipe", la più importante operazione di squadra nella storia dell'alpinismo e della comunicazione alpinistica. Continuava così sulla strada delle grandi imprese, ora da organizzatore, ora da responsabile logistico. Furono saliti l'Annapurna I (8091 metri), il Manaslu (8163 m), il Cho Oyu (8201 m) e lo Shisha Pangma (8046 metri).

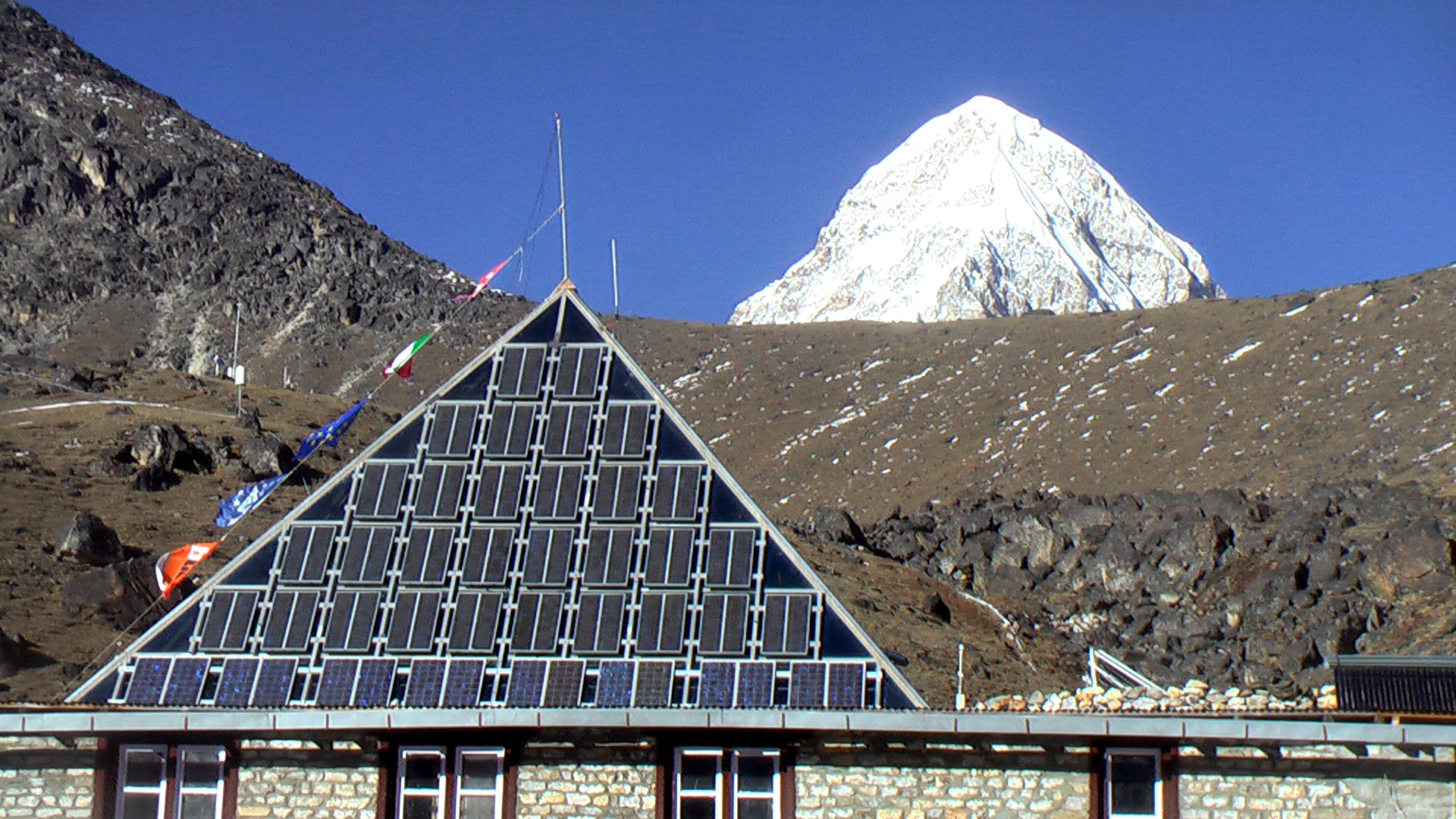
Laboratorio-Osservatorio Internazionale Piramide con la vetta innevata del Pumori (7.161) sullo sfondo.

Nel 1989 si aprì un nuovo capitolo nella vita di Agostino Da Polenza: con l'amico e Professore Ardito Desio, capo spedizione della prima salita al mondo sul K2, realizzata da Achille Compagnoni e Lino Lacedelli il 31 luglio 1954, fondò il Comitato Ev-K2-CNR, di cui è ancora oggi presidente. Si tratta di un progetto di ricerca scientifica, tecnologica e di cooperazione in Himalaya, Karakorum ed Hindu Kush, il cui cuore organizzativo è rappresentato dal Laboratorio-Osservatorio Internazionale Piramide, collocato nel 1990 a 5050 metri d'altezza, nella regione nepalese del campo base dell'Everest. La Piramide è considerata un centro d'eccellenza internazionale per la ricerca scientifica d'alta quota e oggi porta il nome del Professor Desio.
Gli anni 1990 furono un'escalation di spedizioni alpinistico-scientifiche, in cui Da Polenza fu coinvolto in vari modi, come capo spedizione, organizzatore, responsabile logistico o come coordinatore. In questo decennio partecipò infatti a numerosissimi progetti sul K2 e sull'Everest, ma anche su altre vette del Karakorum e dell'Himalaya.
Contemporaneamente però non perdette di vista la sua realtà di origine: nel 1998 per esempio, coordinò il progetto di Sviluppo Area Orobica per la Provincia di Bergamo, mentre l'anno dopo partecipò alla costituzione del Consorzio Asist per la promozione e lo sviluppo dei territori montani della Regione Lombardia.
All'inizio degli anni 2000 avviò in Italia l'iniziativa che porterà alla proclamazione dell'Anno Internazionale delle Montagne, fondando a Bergamo il Comitato Italiano, di cui fu nominato direttore esecutivo. Questa celebrazione è risultata di particolare rilievo, perché ha fortemente contribuito all'acquisizione della consapevolezza dell'importanza delle montagne presso i media e in campo politico nazionale ed internazionale.
Nel 2004 arrivò un altro grande successo che sancì definitivamente le sue grandi doti di organizzatore di spedizioni alpinistico scientifiche: tornò di nuovo in Asia, come capo spedizione di "K2-2004, 50 anni dopo", impresa realizzata in occasione del 50º anniversario della prima salita del K2. In questa spedizione venne rimisurata la vetta della montagna più alta della terra e furono effettuate, sia all’Everest che al K2, ricerche scientifiche di varie discipline.

## Carriera alpinistica
- 1974 - spedizione in Perù nella Cordillera Huayhuash
- 1975 - ascensione della parete sud dell'Huandoy in Perù con Renato Casarotto
- 1983 - ascensione al K2 dal versante cinese
- 1983 - spedizione di Francesco Santon per affrontare lo spigolo Nord del K2: in vetta con Sergio Martini e Fausto De Stefani
- 1984 - salita al il Gasherbrum I e Gasherbrum II, di nuovo il K2 dal versante sud e il Nanga Parbat (8125 m)
- 1985 - nel Karakorum, capo spedizione che vince i Gasherbrum I e II
- 1987 - partecipa alla spedizione scientifica sul K2 organizzata da Ardito Desio
- 1988 - esplorazione del versante cinese del K2
- 1989 - assieme ad Ardito Desio, fonda e dirige il Comitato Ev-K2-CNR/NNSM. Diventa operativo il Laboratorio-Osservatorio Internazionale Piramide del K2

## Opere
- Agostino Da Polenza e Francesco Santon, K2, lo spigolo Nord, Venezia, Coop. ed. L'altra riva, 1983, SBN LO10751842.
- Agostino Da Polenza, Everest-K2: montagne di sogno, Clusone, Ferrari, 1994, SBN LO10673762.
- Agostino Da Polenza e Massimo Cappon, Quattro mesi in cima al mondo, Milano, Rizzoli, 2004, SBN RAV1264232.
- Agostino Da Polenza e Gianluca Gambirasio, La montagna, una scuola di management: la determinazione del singolo e della squadra sono le chiavi del successo sul K2 come in azienda, prefazione di Kurt Diemberger, Milano, FrancoAngeli, 2008, SBN MIL0756319.